# Ossokmanuan Reservoir
Ossokmanuan Reservoir är en reservoar i Kanada.   Den ligger i provinsen Newfoundland och Labrador, i den östra delen av landet, 1 200 km nordost om huvudstaden Ottawa. Ossokmanuan Reservoir ligger 475 meter över havet. Arean är 876 kvadratkilometer. Den sträcker sig 91,3 kilometer i nord-sydlig riktning, och 71,3 kilometer i öst-västlig riktning.
Trakten runt Ossokmanuan Reservoir är nära nog obefolkad, med mindre än två invånare per kvadratkilometer.